# Zaliznîcine, Vilșanka
Zaliznîcine (în ucraineană Залізничне) este un sat în comuna Iosîpivka din raionul Vilșanka, regiunea Kirovohrad, Ucraina.

## Demografie
Componența lingvistică a localității Zaliznîcine
     Ucraineană (97,7%)
     Rusă (2,3%)
Conform recensământului din 2001, majoritatea populației localității Zaliznîcine era vorbitoare de ucraineană (97,7%), existând în minoritate și vorbitori de rusă (2,3%).